# Designing Woman
 Designing Woman és una pel·lícula estatunidenca de Vincente Minnelli estrenada el 1957.
Segons els registres de Metro-Goldwyn-Mayer, la pel·lícula va obtenir 2.175.000 dòlars als Estats Units i Canadà i 1.575.000 dòlars a la resta del món; va tenir una pèrdua de 136.000 dòlars.

## Argument
Marilla (Lauren Bacall) i Mike (Gregory Peck) es troben per casualitat. Es casen per un enamorament sobtat, no sabent res l'un de l'altre. Tornant a casa, descobreixen que pertanyen a mitjans socials molt diferents.
La poca traça d'un, la gelosia de l'altre engendren un seguit de situacions delicades per als protagonistes però molt divertides per a l'espectador.

## Repartiment
- Gregory Peck: Mike Hagen
- Lauren Bacall: Marilla Brown Hagen
- Dolores Gray: Lori Shannon
- Sam Levene: Ned Hammerstein
- Tom Helmore: Zachary Wilde
- Mickey Shaughnessy: Maxie Stultz
- Jesse White: Charlie Arneg
- Chuck Connors: Johnnie 'O'
- Edward Platt: Martin J. Daylor
- Alvy Moore: Luke Coslow
- Carol Veazie: Gwen
- Jack Cole: Randy Owens

## Premis
- Oscar al millor guió original 1958 per George Wells

## Crítica
Brillant, incisiva i desopilant, és una de les millors comèdies del sempre elegant Minelli, i on no falten troballes antològiques com, per exemple, la solució acústico -visual donada a la ressaca de Gregory Peck, l'inefable personatge de Mickey Shaughnessy o l'improvisat moment musical sorgit de la baralla final del carreró, on un dels contendents (Jack Cole) és coreògraf i coherentment ho resol a ritme de ballet. La gatuna i magnètica Lauren Bacall (durant el rodatge, l'actriu passava per moments amargs amb el seu espòs Humprey Bogart agonitzant a causa d'un càncer d'esòfag) està esplèndida en un paper en principi destinat a Grace Kelly, que va preferir desertar pel regi destí a Monaco.
 Designing Woman  va acabar sent una de les pel·lícules més reeixides de Bacall i Peck, amb bona crítica. Bosley Crowther de The New York Times comparà la parella progtagonista amb Katharine Hepburn i Spencer Tracy.